# V-J Day in Times Square
V-J Day in Times Square (« V-J Day » pour « Victory over Japan Day », soit le jour de la victoire sur le Japon) est une célèbre photographie prise par Alfred Eisenstaedt sur Times Square, à New York, le jour de la capitulation du Japon, le 14 août 1945. Elle montre un marin de l’US Navy largement penché sur une jeune infirmière qu'il est en train d'embrasser sur les lèvres, pour célébrer la fin de la guerre du Pacifique et la victoire des États-Unis contre leur dernier ennemi de la Seconde Guerre mondiale (V-J est l’abréviation de Victory over Japan). Elle fut publiée dans le magazine Life une semaine après.
Eisenstaedt prenait ses photos rapidement, passant d’une scène de joie à l’autre, et n’a donc pas pu fournir le nom de ses sujets. On ne distingue pas clairement leur visage, et beaucoup de personnes ont ainsi déclaré être une de ces deux personnes. La photo a été prise face au nord, à l’endroit où Broadway Avenue croise la Septième Avenue, au sud du carrefour avec la 45e rue.

## Première publication
La photographie a été publiée pour la première fois le 27 août 1945 par le magazine Life, dans le numéro 9 de son volume 19. Elle y côtoie treize autres photographies de l’article « Victory Celebrations » (« Célébrations de la victoire ») témoignant de scènes de joie partout dans le pays.
Quatre de ces photographies, rassemblées dans une double-page intitulée « The Men of War Kiss from Coast to Coast » (« Les hommes de guerre embrassent d’une côte à l’autre »), montrent des soldats américains embrassant des jeunes femmes dans des poses spectaculaires : la page de gauche est ainsi partagée par trois photographies prises à Washington, Kansas City et Miami, tandis que celle de Times Square occupe toute la page de droite.
La légende indique :

« In the middle of New York’s Times Square a white-clad girl clutches her purse and skirt as an uninhibited sailor plants his lips squarely on hers »

soit :

« Au milieu de Times Square, à New York, une fille vêtue de blanc s’agrippe à son sac à main et à sa jupe pendant qu’un marin sans retenue plante fermement ses lèvres sur les siennes »

## La photographie décrite par Alfred Eisenstaedt
Dans les deux livres qu’il a écrits et où il parle de cette photographie, Eisenstaedt lui attribue une origine légèrement différente.
- Dans Eisenstaedt on Eisenstaedt :

« À Times Square, lors du V-J Day, j’ai vu un marin qui parcourait la rue et serrait contre lui toutes les filles qu’il croisait. Qu’elle soit grand-mère, forte, mince ou vieille ne faisait aucune différence. Je courais devant lui avec mon Leica, essayant de prendre des photos par-dessus mon épaule, mais aucune de ces prises ne me satisfaisaient. Puis soudain, en un éclair, j’ai vu qu’il saisissait quelque chose de blanc. Je me suis retourné et j’ai pris une photo au moment où le marin embrassait l’infirmière. Si elle avait porté une robe de couleur sombre ou si le marin avait porté des vêtements de couleur claire, jamais je n’aurais pris cette photo. J’ai pris exactement quatre images, et le tout s’est déroulé en quelques secondes seulement.
Sur ces quatre photos, une seule était convenable. Sur les autres, la prise de vue était mauvaise –le marin paraissait soit trop grand, soit trop petit. Les gens m’ont souvent dit qu’ils emporteraient au ciel le souvenir de cette scène. »

- The Eye of Eisenstaedt :

« Je marchais au milieu de la foule, à la recherche de photos à prendre. J’ai repéré un marin qui venait dans ma direction. Il prenait toutes les filles qu’il croisait et les embrassait – aussi bien les jeunes femmes que les vieilles dames. J’ai ensuite remarqué cette infirmière, se tenant au milieu de la foule. Je me suis concentré sur elle, et comme je l’espérais, le marin s’est approché d’elle, l’a penchée en arrière et l’a embrassée. Si cette femme n’avait pas été infirmière, si elle avait porté des vêtements sombres, je n’aurais pas pris la photo. Le contraste entre la robe blanche de l’infirmière et l’uniforme noir du marin donne à la photo toute son émotion. »

## Autre angle de vue

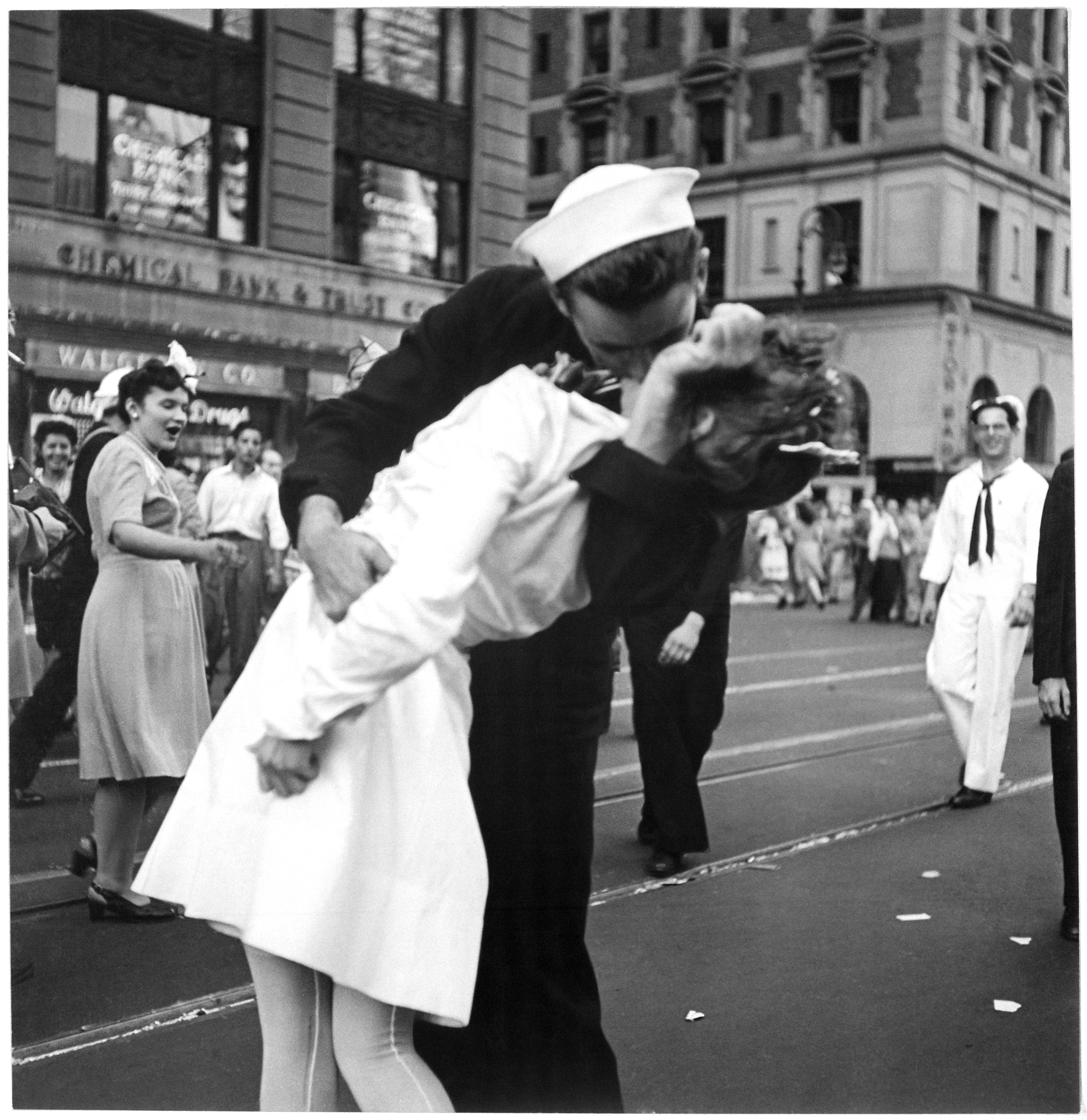
La photo du couple pris par Jorgensen et intitulée Kissing the War Goodbye.

Le journaliste de l’US Navy Victor Jorgensen prit une photo du même couple avec un autre angle de vue, cette fois-ci publiée dans le New York Times. Cette photo, intitulée Kissing the War Goodbye, montre moins Times Square à l’arrière-plan et ne montre pas les personnages en entier. Contrairement à l’image d’Eisenstaedt, elle est dans le domaine public car elle a été prise par un employé du gouvernement fédéral en service.

## Identité des deux personnes
Dans le numéro du mois d’août 1980, les éditeurs du magazine Life ont demandé que le marin se fasse connaître. Dans le numéro d’octobre de la même année, ils révèleront que onze hommes et trois femmes se sont présentés comme étant une des deux personnes de la photographie. Les onze hommes étaient : Donald Bonsack, John Edmonson, Wallace C. Fowler, Clarence « Bud » Harding, Walker Irving, James Kearney, Marvin Kingsburg, Arthur Leask, George Mendonsa, Jack Russell et Bill Swicegood et les trois femmes : Edith Shain (en), Greta Friedman (en) et Barbara Sokol.
À noter que ni Carl Muscarello, ni Glenn McDuffie ne figurent dans cette liste.

### Edith Shain

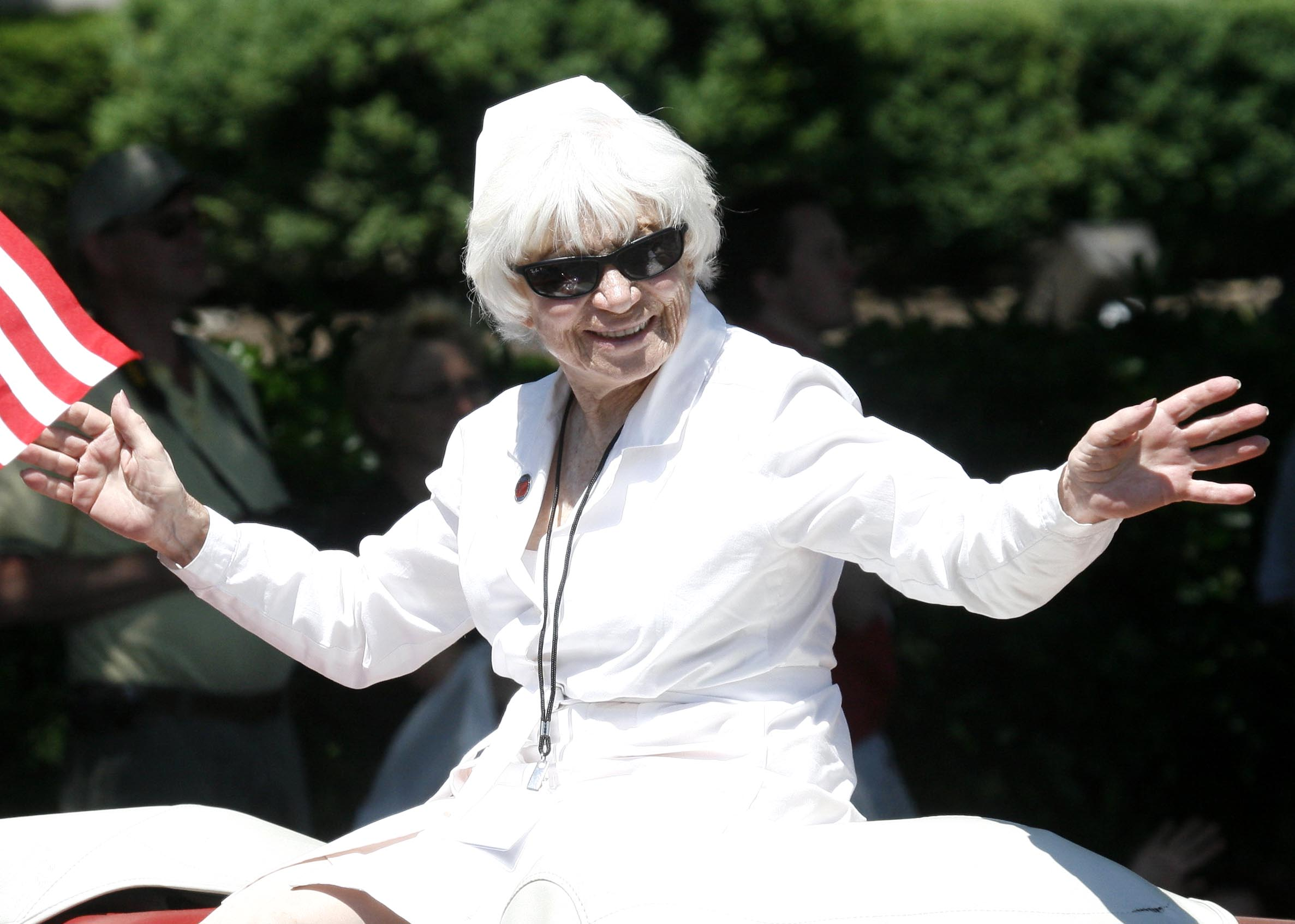
Edith Shain à la parade commémorative de 2008 à Washington (district de Columbia)

À la fin des années 1970, une certaine Edith Shain (en) écrivit à Eisenstaedt en disant qu’elle était l’infirmière sur sa fameuse photographie. Shain travaillait dans un hôpital de New York lorsqu’elle entendit, avec une amie, l’annonce de la fin de la guerre à la radio. Elles se rendirent alors à Times Square pour participer à la fête et, à peine sortie du métro, un marin l’a prise et l’a embrassée. Elle s’est dit qu’elle ferait aussi bien de se laisser faire puisque ce marin s’était battu pour elle pendant la guerre. Avant cette lettre, elle ne s’était jamais déclarée comme étant l’infirmière de la photographie.

### Carl S. Muscarello
Muscarello est un policier du NYPD à la retraite et vivant actuellement à Plantation, en Floride. C’est en 1995 qu’il déclare être le marin. Il dit qu’il était à Times Square le 14 août 1945, et qu’après avoir bu quelques bières, il s’était mis à embrasser des femmes. Edith Shain, qui est communément acceptée comme étant l’infirmière, a tout d’abord dit qu’elle pensait que Muscarello était le marin. Mais en 2005, elle déclare au New York Times : « Je ne peux pas dire que ce n’est pas lui, je ne peux pas dire que c’est lui. Je n’ai aucun moyen de le savoir. ».

### George Mendonça
George Mendonça (1923-2019) de Newport, à Rhode Island, a été identifié par une équipe de bénévoles de la Naval War College, en août 2005, comme le marin. Pour l’affirmer, ils se sont appuyés sur de nombreuses études, notamment une analyse d’image du Mitsubishi Electric Research Lab (MERL) à Cambridge, dans le Massachusetts, qui a pu comparer les cicatrices et tatouages de Mendonça à ceux repérés sur la photo, mais aussi d’après le témoignage de Richard M. Benson, un analyste et professeur d’étude de la photographie, et doyen de l’école d’art de l’université Yale. Benson a déclaré : « Il est donc de mon avis, basé sur un  degré de certitude assez bon, que George Mendonça est le marin de la célèbre photographie de M. Eisenstaedt. ».
Mendonça, en permission de l’USS Sullivans (DD-537), était allé voir un film avec une fille, sa future femme Rita, au Radio City Music Hall, lorsque les portes se sont ouvertes et que des gens criaient que la guerre était finie. George et Rita ont alors pris part à la fête et, les bars étant bondés, se sont promenés dans la rue. C’est à ce moment que George a vu une infirmière, l’a prise dans ses bras, et l’a embrassée ; « j’avais bu quelques verres et je pensais qu’elle était une engagée dans l’armée – elle était infirmière », a-t-il déclaré. Dans une des quatre photographies prises par Eisenstaedt, Mendonça dit que l’on voit Rita en arrière-plan, derrière le couple qui s’embrasse.
En 1987, George Mendonça porte plainte contre Time Inc. au tribunal d’État de Rhode Island, alléguant que les magazines Time et Life avaient tous les deux violé sa vie privée en utilisant les photos sans son autorisation. Time Inc. porte alors l’affaire devant la cour fédérale, qui prononce un non-lieu. Lorsque Mendonça a dû prouver qu’il était bel et bien le marin de la photographie, il a abandonné ses poursuites.

### Glenn McDuffie
En 2007, Glenn McDuffie a été déclaré comme étant le marin par Lois Gibson, du département médicolégal de la police de Houston. Gibson a comparé les photos d’Eisenstaedt avec des photos actuelles de McDuffie, analysant les principaux traits du visage des deux séries de photos.
Elle a mesuré les oreilles, les os du visage, les cheveux, les poignets, les jointures des doigts et les mains de McDuffie et les a comparé à des agrandissements des photos d’Eisenstaedt.
« Je peux affirmer que dans l’ensemble, les traits correspondent » a déclaré Gibson, travaillant depuis 25 ans dans le même département.
Glenn McDuffie affirme dans le numéro du 14 août 2007 du AM New York qu’il est passé 5 fois au détecteur de mensonge et que ces tests confirment qu’il est le marin.
Le 14 août 1945, Glenn McDuffie était dans le métro pour Brooklyn pour rendre visite à sa petite amie, Ardith Bloomfield. Il est descendu à Time Square où les gens faisaient la fête. Excité à l’idée que son frère, qui avait été fait prisonnier de guerre par les Japonais, serait bientôt libéré, a commencé à crier et sauter dans la rue. Une infirmière l’a vu et a ouvert les bras. Il a couru vers elle et l’a embrassée, un long baiser qui a permis à Eisenstadt de prendre la photo.
« Je me suis approché et je l’ai embrassée, et j’ai vu un homme qui courait vers nous… J’ai pensé que c’était un mari ou un petit ami jaloux qui voulait me donner un coup de poing dans la figure. J’ai levé les yeux et j’ai vu qu’il prenait une photo, j’ai continué d’embrasser l’infirmière le temps qu’il la prenne. »
Gibson a également analysé les photographies des autres hommes prétendant être le marin, y compris Muscarello et Mendonça. Elle a conclu que ni la forme du visage ni les autres traits principaux ne correspondaient au marin de la photographie d’Eisenstaedt.
Le 3 août 2008, pour son 81e anniversaire, Glenn McDuffie a officiellement été déclaré comme le marin de la photo d’Eisenstaedt lors de la pause de la septième manche du match de baseball opposant les Astros de Houston aux Mets de New York au Minute Maid Park.

## Commémoration
En 2005, le sculpteur américain Seward Johnson a fabriqué une sculpture en bronze à taille réelle en se basant sur la photographie du V-J day de Jorgensen, qu’il a nommé Unconditional Surrender. La sculpture rappelle la photo mais ajoute un nouvel intérêt à la scène avec ses trois dimensions qui permettent de faire le tour du couple. À l’occasion du 60e anniversaire, la sculpture a été exposée au Times Square Information Center, près du lieu où la photo a été prise.
Une version de la sculpture de plus de 7,5 mètres a été exposée à San Diego en Californie, à Sailors' Snug Harbor dans l’État de New York, et à Sarasota en Floride. L’impressionnante taille de la sculpture et l’effervescence des personnes qui ont travaillé sur ce projet ont attiré un grand nombre d’amateurs sur chacun des trois sites.

## Dans la fiction
La photo a été mentionnée ou reproduite dans plusieurs œuvres de fiction. Par exemple, au début du film Watchmen, on peut voir les personnages prendre part à des événements historiques. Dans cette scène, Silhouette, une super-héroïne vêtue de noir, se promène et embrasse l’infirmière.
La photo est visible également dans La Nuit au musée 2 (2009) de Shawn Levy.